# Anteaeolidiella takanosimensis
Anteaeolidiella takanosimensis is een slakkensoort uit de familie van de Aeolidiidae. De wetenschappelijke naam van de soort werd voor het eerst geldig gepubliceerd in 1930 door Baba als Aeolidiella orientalis takanosimensis.